# Ulrike Sarvari
Ulrike Sarvari (Heidelberg, 22 juni 1964) is een atleet uit Duitsland.
Op de Olympische Zomerspelen van Seoul in 1988 liep Sarvari voor West-Duitsland op de 100 meter sprint en in het estafette-team op de 4x100 meter sprint.

## Privé
Sarvari komt uit een sportieve familie. Haar moeder Waltraud Groß was Duits nationaal kampioene estafette op de 4x100 meter in 1960. Haar vader Michael Sarvari liep de 100 meter in 10,7 seconden.

## Persoonlijk record
| Onderdeel   | Resultaat | Jaar |
| ----------- | --------- | ---- |
| 100 meter   | 11,16     | 1988 |
| 200 meter   | 22,88     | 1987 |
| 4x100 meter | 42,69     | 1988 |

| Onderdeel | Resultaat | Jaar |
| --------- | --------- | ---- |
| 60 meter  | 7,10      | 1990 |
| 200 meter | 22,96     | 1990 |

- World Athletics: 14356686